# ФБИ (ТВ серија)
ФБИ (енгл. The F.B.I.) је америчка полицијска телевизијска серија коју су за Eј-Би-Си креирали Квин Мартин и Филип Шалцман, а дистрибуирала је Ворнер брос. Телевизијска дистрибуција, у сарадњи са Форд моторном компанијом, Алком и америчком дуванском индустријом, премијерно је приказана 1965. до краја 1974. године. Серија Ефрема Зимбалиста, млађег, Филипа Абота и Вилијама Ренолдса, састојала се од девет сезона и 241 епизоде, које прате групу ФБИ-ових агената који покушавају одбранити америчку владу од неидентификованих претњи.

## Радња
Продуцент Квин Мартин је делимично засновао серију на концептима Ворнер броса 1959. године и на стварним случајевима ФБИ, са измишљеним главним ликовима који су носиоци приче. Ефрем Зимбалист, млађи, глумео је инспектора Луиса Ерскина, удовца чија је супруга убијена у заседи која је била њему намењена. Филип Абот глумео је Артура Варда, помоћника директора ФБИ-а Џона Едгара Хувера. Иако је Хувер служио као консултант до своје смрти, 1972. године, у серији никада није приказан.
Стивен Брукс је глумео помоћника инспектора Ерскина, специјалног агента Џима Родоса, прве две сезоне. Лин Лоринг је глумела ћерку инспектора Ерскина.
1967. године Брукса је заменио глумац Вилијам Ренолдс, који је глумео специјалног агента Тома Колбија, до 1973. године. Серија је највећу гледаност постигла у десетој епизоди, у сезони 1970/1. године. У последњој сезони Шели Новак је глумела специјалног агента Крис Даниел.
Серија је емитована на Eј-Би-Си-у у 20:00 часова, недељом од 1965. до 1973. године, када је померена у 19:30 за емитовање последње сезоне. Серија је била копродукција Квина Мартина, која је најдуже приказивана од свих његових телевизијских серија.

## Епизоде
| Сезона | Сезона | Епизоде | Прво емитовање      | Последње емитовање |
| ------ | ------ | ------- | ------------------- | ------------------ |
|        | 1      | 32      | 19. септембар 1965. | 8. мај 1966.       |
|        | 2      | 29      | 18. септембар 1966. | 16. април 1967.    |
|        | 3      | 27      | 17. септембар 1967. | 28. април 1968.    |
|        | 4      | 26      | 22. септембар 1968. | 30. март 1969.     |
|        | 5      | 26      | 14. септембар 1969. | 8. март 1970.      |
|        | 6      | 26      | 20. септембар 1970. | 21. март 1971.     |
|        | 7      | 26      | 12. септембар 1971. | 19. март 1972.     |
|        | 8      | 26      | 17. септембар 1972. | 1. април 1973.     |
|        | 9      | 23      | 16. септембар 1973. | 28. април 1974.    |

## Оцене
- Прва сезона: Не у топ 30
- Друга сезона: #29, 20.2
- Трећа сезона: #22, 21.2
- Четврта сезона: #18, 21.7
- Пета сезона: #24, 20.6
- Шеста сезона: #10, 23.0
- Седма сезона: #17, 22.4
- Осма сезона: #29, 19.2
- Девета сезона: Не у топ 30

## Данашњи ФБИ
Ажурирана и преправљена верзија серије, Данашњи ФБИ, извршни продуцент Давид Гербер, емитована је на Eј-Би-Си-у од октобра 1981. до априла 1982. године, у недељу, у 20:00 часова, као и његов претходник. Преправка оригиналне серије, продуцент Рон Хауард, емитована је на јесен 2008. године, али није поновљена.

## Домаћи медији
Ворнер брос објавио је свих девет сезона серије на ДВД-у, у Региону 1 (Сједињене Америчке Државе, Канада, Порторико и Бермуди). Девета, последња сезона, објављена је 23. септембра 2014. године.
| Име ДВД-а                 | Бр. епизода | Датум изласка      |
| ------------------------- | ----------- | ------------------ |
| Прва сезона, први део     | 16          | 24. мај 2011       |
| Прва сезона, други део    | 16          | 2. август 2011     |
| Друга сезона, први део    | 16          | 14. фебруар 2012   |
| Друга сезона, други део   | 13          | 14. фебруар 2012   |
| Трећа сезона, први део    | 16          | 11. септембар 2012 |
| Трећа сезона, други део   | 11          | 11. септембар 2012 |
| Четврта сезона, први део  | 13          | 26. фебруар 2013   |
| Четврта сезона, други део | 13          | 26. фебруар 2013   |
| Пета сезона, први део     | 13          | 4. јун 2013        |
| Пета сезона, други део    | 13          | 4. јун 2013        |
| Шеста сезона              | 26          | 15. октобар 2013   |
| Седма сезона              | 26          | 25. фебруар 2014   |
| Осма сезона               | 26          | 10. јун 2014       |
| Девета сезона             | 23          | 23. септембар 2014 |

## Популарна култура
- Серија је приказана у Било једном у Холивуду, деветом филму Квентина Тарантиноа, где је Рик Далтон, главни глумац и негативац у филму.